# Chusquea deficiens
Chusquea deficiens är en gräsart som beskrevs av Parodi. Chusquea deficiens ingår i släktet Chusquea och familjen gräs. Inga underarter finns listade i Catalogue of Life.